# Yūsuke Matsuda
Yūsuke Matsuda (japanisch 松田 悠佑 Matsuda Yūsuke; * 23. April 1991 in der Präfektur Shiga) ist ein japanischer Fußballspieler.

## Karriere
Matsuda erlernte das Fußballspielen in der Jugendmannschaft von Gamba Osaka und der Universitätsmannschaft der Sangyō-Universität Kyōto. Seinen ersten Vertrag unterschrieb er 2014 beim FC Ryūkyū. Der Verein, der in der Präfektur Okinawa beheimatet ist, spielte in der dritthöchsten Liga des Landes, der J3 League. Für den Verein absolvierte er sechs Ligaspiele. Im Juni 2015 wechselte er zu Saurcos Fukui. Für den Verein absolvierte er sechs Ligaspiele. 2016 wechselte er zu Tochigi Uva FC. Für den Verein absolvierte er 57 Ligaspiele. 2018 wechselte er nach Kusatsu zum Viertligisten MIO Biwako Shiga. Für MIO absolvierte er 63 Viertligaspiele. Im Januar 2022 unterschrieb er in Toyama einen Vertrag beim Regionalligisten Toyama Shinjo Club.